# Chicago Stags
I Chicago Stags sono stati fondati nel 1946 e si sono sciolti nel 1950. Nel corso della loro breve storia sono riusciti a procurarsi il giovane Bob Cousy arrivato dai Tri-Cities Blackhawks, che avevano scelto al draft del 1950, ma non giocò una sola partita per la squadra di Chicago a causa del loro fallimento. Quando gli Stags si sciolsero, venne attuato un progetto di smistamento dei giocatori in tutto il campionato e Cousy passò ai Boston Celtics. Nonostante la loro breve esistenza arrivarono fino alla finale della NBA nel 1947, in cui hanno perso 4-1 con i Philadelphia Warriors nella serie al meglio delle sette e vinsero un titolo di division BAA.
I Chicago Stags si possono considerare i progenitori degli odierni Chicago Bulls ed uno dei loro giocatori più importanti fu Mickey Rottner.